# Andrew Fletcher (Politiker)

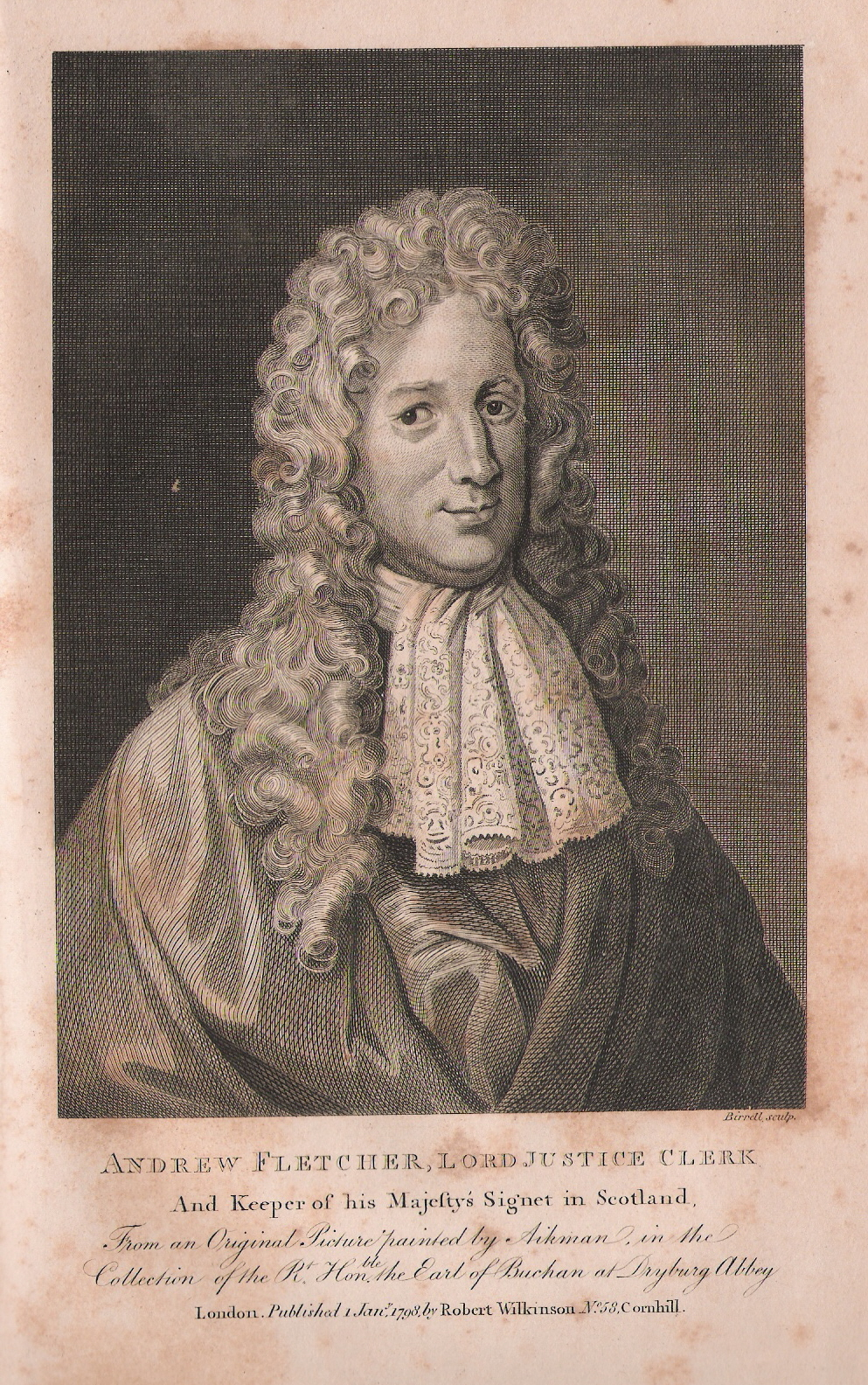
Stich aus An Historical Account of the Senators of the College of Justice, Edinburgh, 1849 (nach einem originalen Bild) / Andrew Fletcher, lord justice-clerk, and keeper of his majesty’s signet, in Scotland; from an original picture by Aikman, in the collection of the Earl of Buchan at Dryburg Abbey.

Andrew Fletcher of Saltoun  (geb. um 1653 wahrscheinlich in Saltoun, Haddingtonshire; gest. 1716 in London) war ein schottischer Patriot, Staatsdenker und Büchersammler.

## Leben
Als Mitglied des schottischen Parlaments (Parliament of Scotland) war er ein energischer Redner und eifriger Republikaner, der die aufeinanderfolgenden Regierungen Karls II., Jakob II. und Wilhelms III. bekämpfte. Er war an der Monmouth-Rebellion beteiligt und widersetzte sich als eine der führenden Persönlichkeiten der Vereinigung von Schottland und England (1707 Act of Union between Scotland and England).
Er hinterließ einige politische Schriften, die posthum gesammelt wurden.

## Schriften (Auswahl)
- An Account of a Conversation concerning a right regulation of Governments for the common good of Mankind. (1703).
- State of the controversy betwixt united and separate parliaments. (1706); archive.org.
- Second Discourse on the Affairs of Scotland.

Ausgaben
- The Political Works of Andrew Fletcher, Esq. London 1732; Textarchiv – Internet Archive.
- The Political Works of Andrew Fletcher Esqre. Glasgow, 1749.
- David Daiches: Andrew Fletcher of Saltoun. Selected, political writings and speeches. Scottish Academic Press Edinburgh, 1979
- Political Works. John Robertson ed. Cambridge Univ. Press 1997 (Cambridge Texts in the History of Political Thought), Verlagslink